# La Palma (Venustiano Carranza)
La Palma, también conocida como La Palma de Jesús, es una localidad de México situada en el municipio michoacano de Venustiano Carranza, en los alrededores del lago de Chapala. 
La localidad de La Palma se sitúa dentro de la región Lerma-Chapala, la cual se ubica hacia el noroeste de Michoacán.

## Geografía
La Palma se ubica hacia el oeste del municipio de Venustiano Carranza, limitando al norte con el lago de Chapala (municipio de Poncitlán, Jalisco).
El suelo predominante en la localidad es el vertisol, mientras que el uso de suelo es hacia el oeste selva y hacia el este agricultura.

## Demografía
De acuerdo con el Censo de Población y Vivienda realizado en marzo de 2020 por el Instituto Nacional de Estadística y Geografía (INEGI), la localidad de La Palma tenía un total de 3609 habitantes, siendo 1863 mujeres y 1746 hombres.

### Viviendas
En el censo de 2020 se registraron alrededor de 1570 viviendas particulares, de las cuales 1040 estaban habitadas; mientras que de las viviendas particulares habitadas, 1014 tenían piso de material diferente de tierra, 1036 disponían de energía eléctrica, 1027 disponían de escusado y/o sanitario, y 1037 disponían de drenaje.

### Evolución demográfica
| Gráfica de evolución demográfica de La Palma entre 1900 y 2020 |
|                                                                |
| Fuente: Instituto Nacional de Estadística y Geografía          |